# The Seduction of Joe Tynan
The Seduction of Joe Tynan é um drama político de 1979 dirigido por Jerry Schatzberg e produzido por Martin Bregman. O roteiro é assinado por Alan Alda, que também atua no papel-título.
O filme é co-estrelado também por, Barbara Harris, e Meryl Streep, com Rip Torn, Melvyn Douglas, Charles Kimbrough, e Carrie Nye.

## Sinopse
O respeitado senador liberal Joe Tynan é convidado a liderar a oposição em uma disputa na Suprema Corte, cargo que coloca em xeque seus valores e sua moralidade. Ao mesmo tempo se apaixona por outra mulher, em um caso que pode acabar com seu casamento e com sua carreira.

## Elenco
- Alan Alda como Joe Tynan
- Barbara Harris como Ellie Tynan
- Meryl Streep as Karen Traynor
- Rip Torn como Senador Kittner
- Melvyn Douglas como Senador Birney
- Charles Kimbrough como Francis
- Carrie Nye como Aldena Kittner
- Michael Higgins como Senador Pardew
- Blanche Baker como Janet

## Prêmios
- Los Angeles Film Critics Association Awards
  - Melhor Ator: Melvyn Douglas
  - Melhor Atriz Coadjuvante: Meryl Streep
- National Board of Review of Motion Pictures
  - Melhor Atriz Coadjuvante: Meryl Streep
- National Society of Film Critics:
  - Melhor Atriz Coadjuvante: Meryl Streep
- New York Film Critics Circle Awards
  - Melhor Atriz Coadjuvante: Meryl Streep
- American Movie Awards
  - Melhor Ator: Alan Alda